# Sous notre atmosphère
Sous notre atmosphère (空気の底, Kûki no Soko) est un recueil de seize histoires courtes sous forme de seinen manga créées par Osamu Tezuka et prépubliées dans le magazine Play Comic de l'éditeur Akita Shoten entre juin 1968 et avril 1969. Il est publié en deux volumes en décembre 1971 et février 1972 par Asahi Sonorama. La version française a été éditée en un volume par les Éditions H en novembre 2011.

## Résumé des histoires
L'Exécution eut lieu à 15 heures (処刑は３時におわった, Shokei Ha 3 Ji Ni Owatta)
Un Visiteur pour Joe (ジョーを訪ねた男, Joo O Tazune Ta Otoko)
Vie cachée (夜の声, Yoru no Koe)
Le Salopard et la falaise (野郎と断崖, Yarou to Dangai)
Duel à Grand Mesa (グランドメサの決闘, Gurandomesa no Kettou)
Le Cap Écailles (うろこが崎, Uroko ga Saki)
La Fille derrière la fenêtre (暗い窓の女, Kurai Mado no Onna)
Le Traquenard (そこに穴があった, Soko ni Ana ga Atta)
La Vallée secrète (わが谷は未知なりき, Waga Tani ha Michi Nari ki)
La Lignée féline (猫の血, Neko no Chi)
Le Téléphone (電話, Denwa)
Le Caméléon (カメレオン, Kamereon)
Sainte Maria (聖女懐妊, Seijo Kainin)
Catastrophe in the Dark (カタストロフ イン ザ ダーク, Katasutorofu In Za Daaku)
Robanna (ロバンナよ, Robanna Yo)
Bienvenue sous notre atmosphère… (ふたりは空気の底に, Futari ha Kuuki no Soko ni)

## Publication
Originellement publié par Asahi Sonorama, le manga a été réédité plusieurs fois, notamment par Kōdansha en un volume dans la collection des Œuvres complètes de Tezuka en octobre 1982 puis au format bunko en 2011.

### Liste des volumes
| no | Japonais        | Japonais        | Français         | Français          |
| no | Date de sortie  | ISBN            | Date de sortie   | ISBN              |
| -- | --------------- | --------------- | ---------------- | ----------------- |
| 1  | 13 octobre 1982 | 978-4-061732643 | 24 novembre 2011 | 978-2-9531781-9-7 |

### Autres éditeurs
- : Dolmen

## Distinction

### Nomination
- 2012 : 39e festival international de la bande dessinée d'Angoulême, sélection « Patrimoine »

### Première publication
1. ↑  juin 1968
2. ↑  septembre 1968
3. ↑  octobre 1968
4. ↑  novembre 1968
5. ↑  mars 1969
6. ↑  juin 1969
7. ↑  juillet 1969
8. ↑  août 1969
9. ↑  septembre 1969
10. ↑  octobre 1969
11. ↑  novembre 1969
12. ↑  décembre 1969
13. ↑  janvier 1970
14. ↑  février 1970
15. ↑  mars 1970
16. ↑  avril 1970

### Édition japonaise
Kōdansha (Bunko)
1. 1 2  (ja) « Tome 1 », sur amazon.co.jp.

### Édition française
Éditions H
1. 1 2  (fr) « Tome 1 ».